# Bactrocera angustifinis
Bactrocera angustifinis
 es una especie de díptero que Hardy describió por primera vez en 1982. Bactrocera angustifinis pertenece al género Bactrocera de la familia Tephritidae.